# Orcesis ochreosignata
Orcesis ochreosignata là một loài bọ cánh cứng trong họ Cerambycidae.